# The Search for John Gissing
The Search for John Gissing é uma comédia escrita e dirigida por Mike Binder e produzida por Jack Binder. Filmado em Londres, é estrelado por Mike Binder, Alan Rickman e Janeane Garofalo.   

## Sinopse
Matthew Barnes é um executivo jovem em movimento até que se encontre um peão no corporativo em combate quando ele é enviado a Londres para supervisionar uma fusão com a empresa de John Gissing.    

## Elenco
- Mike Binder — Matthew Barnes
- Janeane Garofalo — Linda Barnes
- Alan Rickman — John Gissing
- Sonya Walger — Irmã Mary
- Juliet Stevenson — Gwyneth Moore
- Allan Corduner — Francois "Fuller" Feulliere
- Owen Teale — Giles Hanagan
- Frank Harper — Dexter
- James Lance — Donny
- Lee Oakes — Carl Gissing
- Angela Pleasence —  Johanna Frielduct
- Tim Briggs — Hotel Clerk
- Caroline Holdaway — Assistente de Gissing

## Recepção
Não tendo encontrado um acordo de distribuição adequado, a Sunlight Productions definiu que o filme não estrearia nos cinemas. Pouco tempo depois, uma petição online foi criada em fundamento para o lançamento do filme. Reconhecendo o interesse despertado em mais de 3.300 assinaturas até à data, Mike Binder e Jack Binder, fizeram com que o filme ficasse disponível na internet.

## Prêmios e indicações

### Vencedor
- Sarasota Film Festival Film Critics Award: Melhor Filme

### Seleção Oficial
- AFI Fest 2001
- Hamptons International Film Festival 2002
- Rome Film Festival 2002
- Palm Springs International Film Festival 2002
- U.S. Comedy Arts Festival Aspen 2002
- South by Southwest
- Newport Beach Film Festival 2002
- Victoria Film Festival 2002
- Raindance Film Festival